# یورواستار
یورواستار (Eurostar) یک سامانه قطار تندرو در قاره اروپا است.
این خط راه‌آهن که از لندن در انگلستان شروع می‌شود از طریق تونل مانش به کشور فرانسه متصل می‌شود و به شهرهایی همچون لیل، بروکسل، اوینیون، لیون، مارسی و پاریس سرویس‌دهی می‌کند.

## نگارخانه

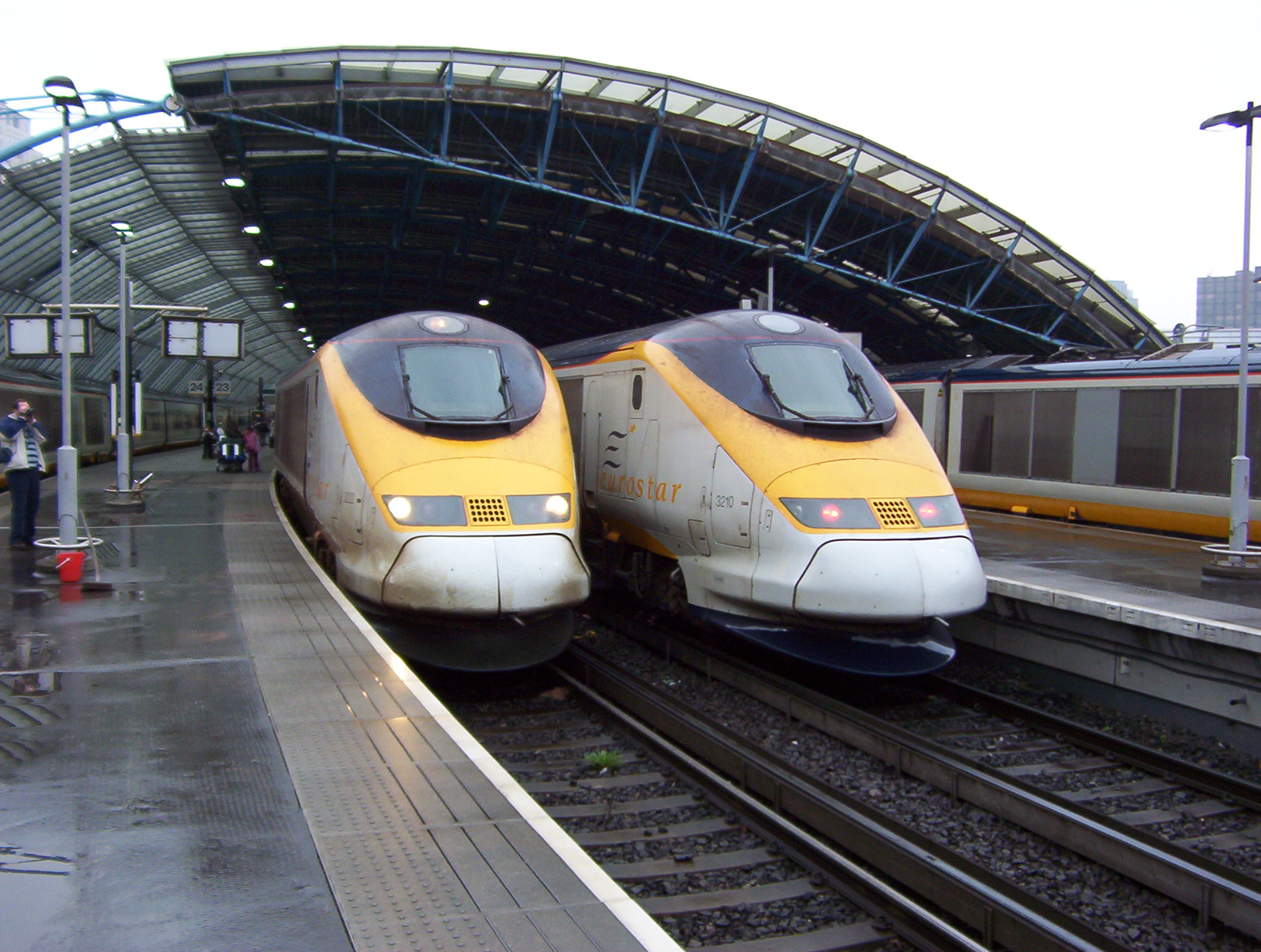
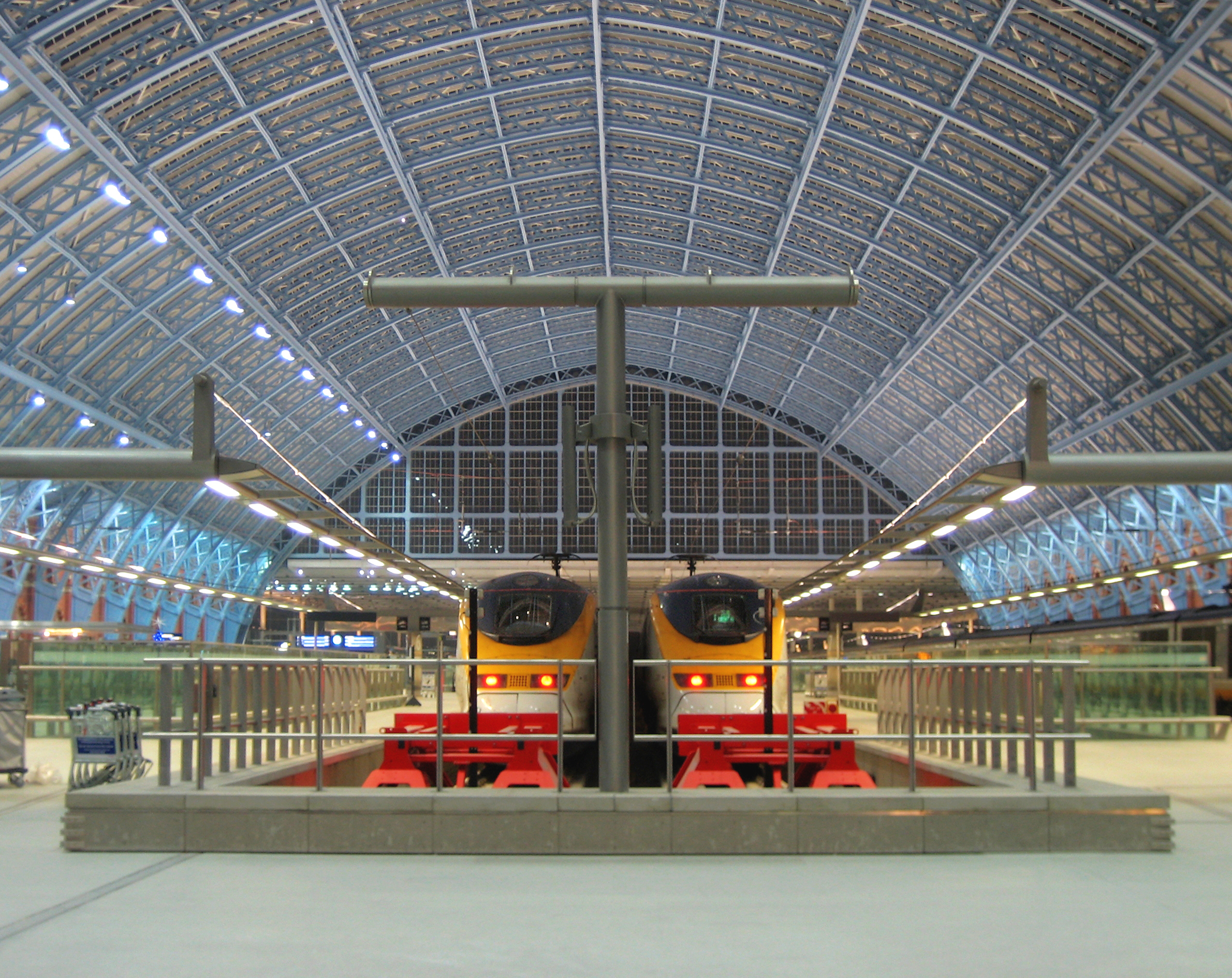
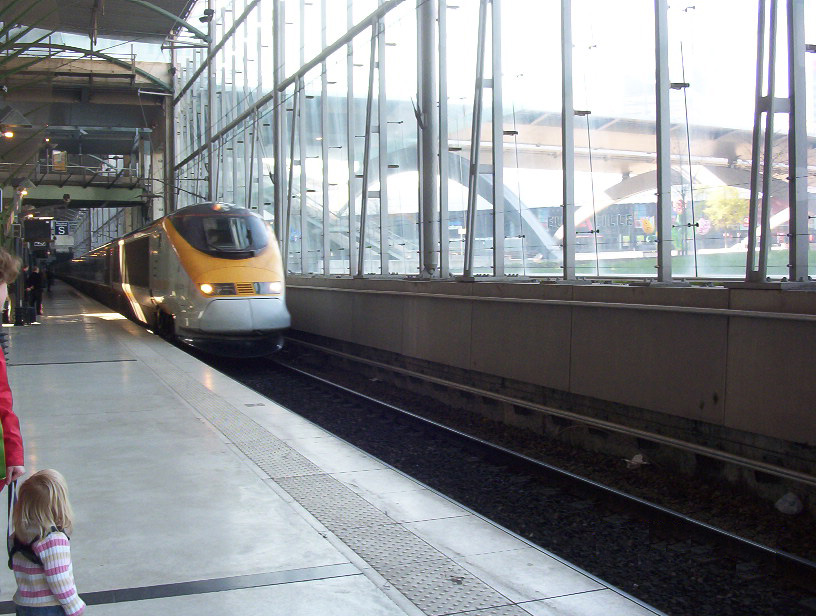
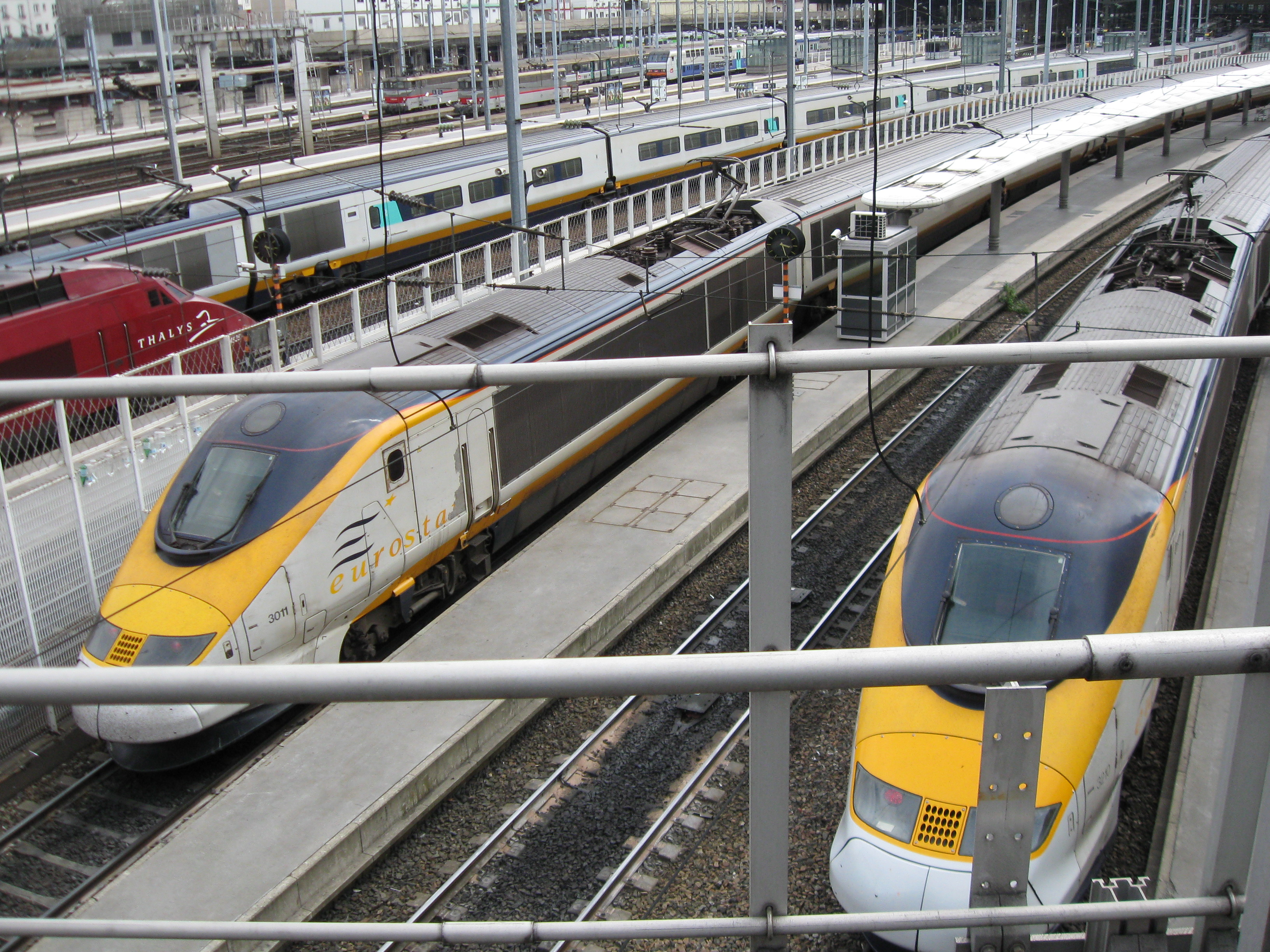
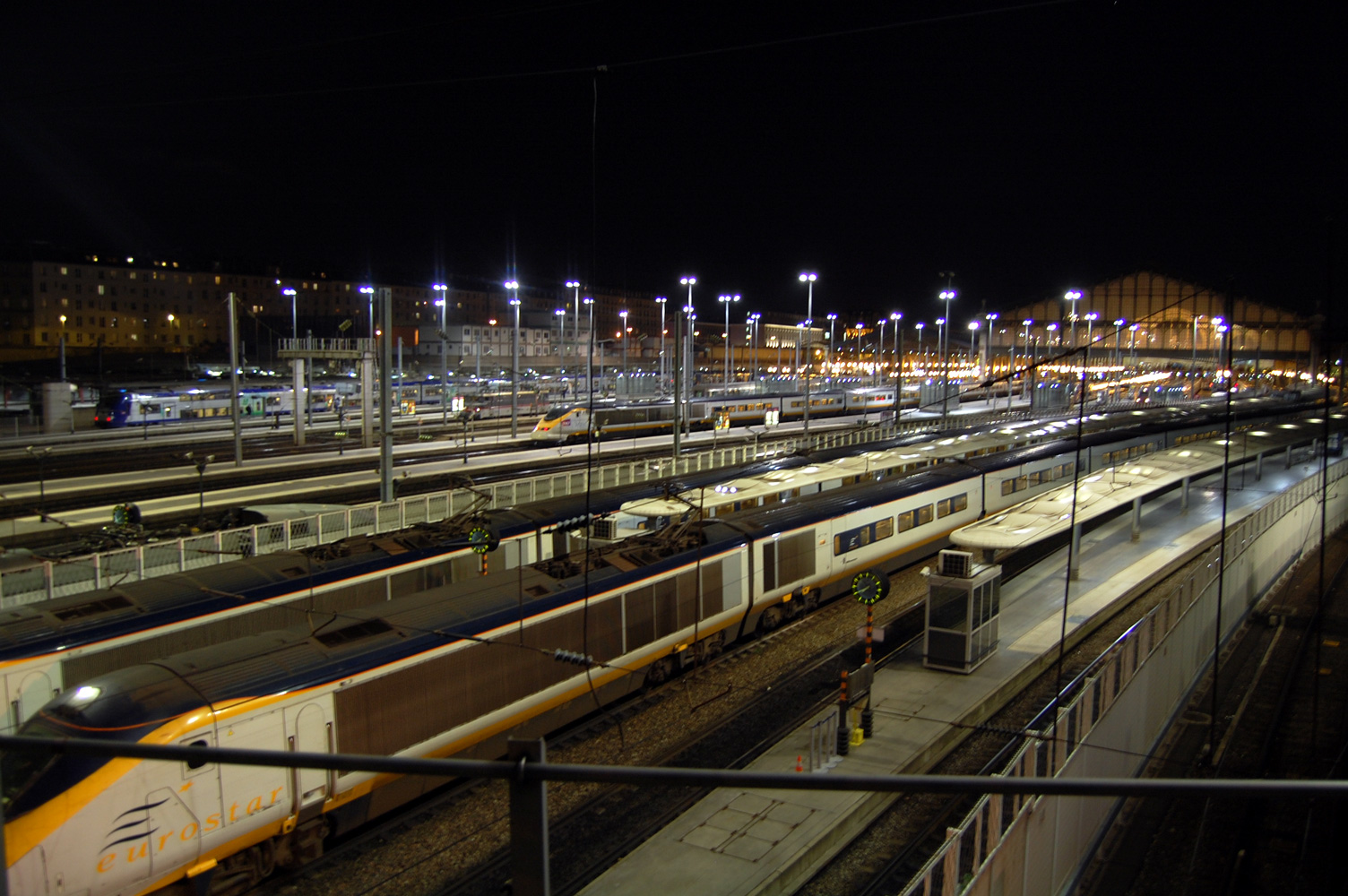
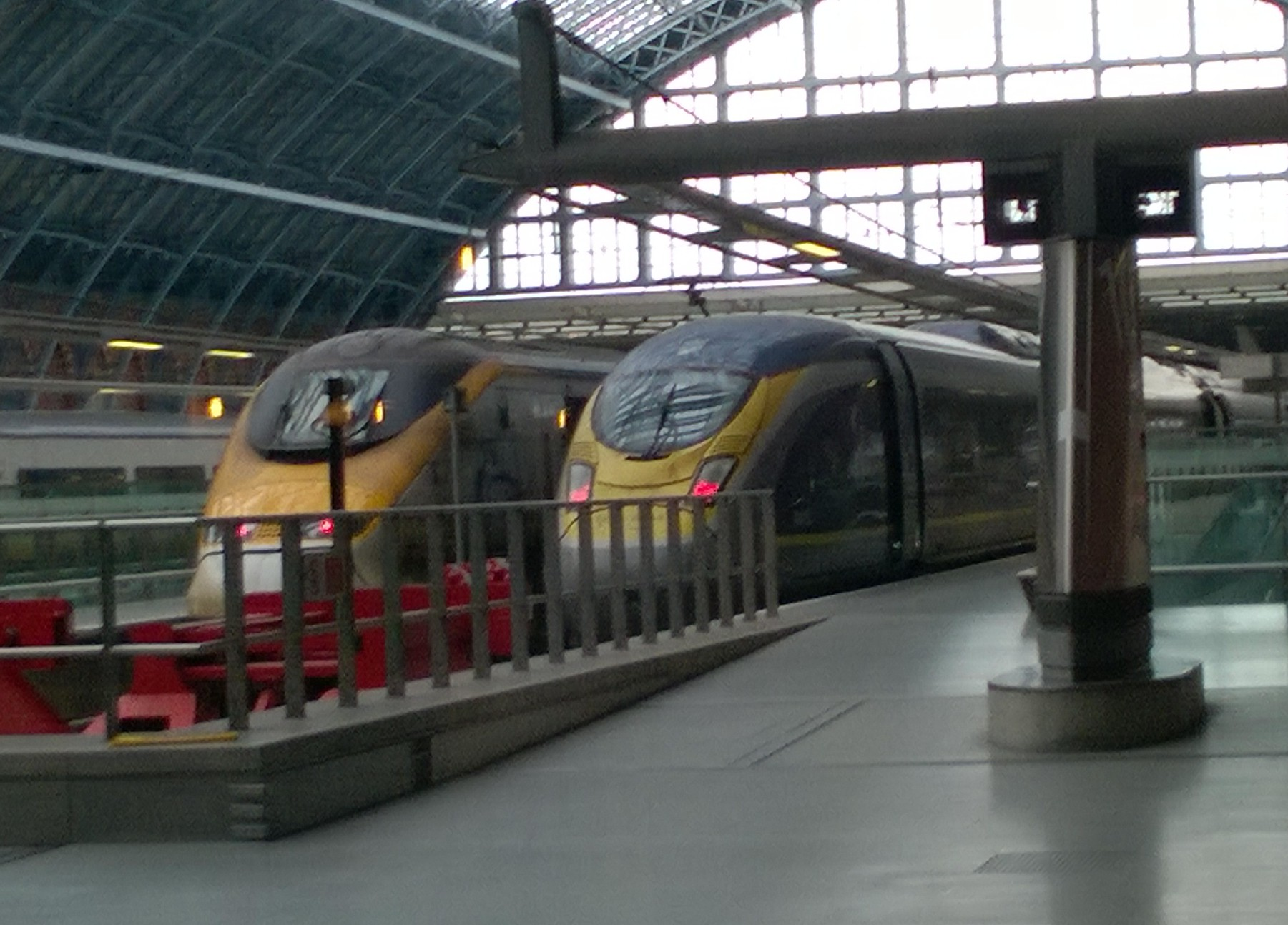
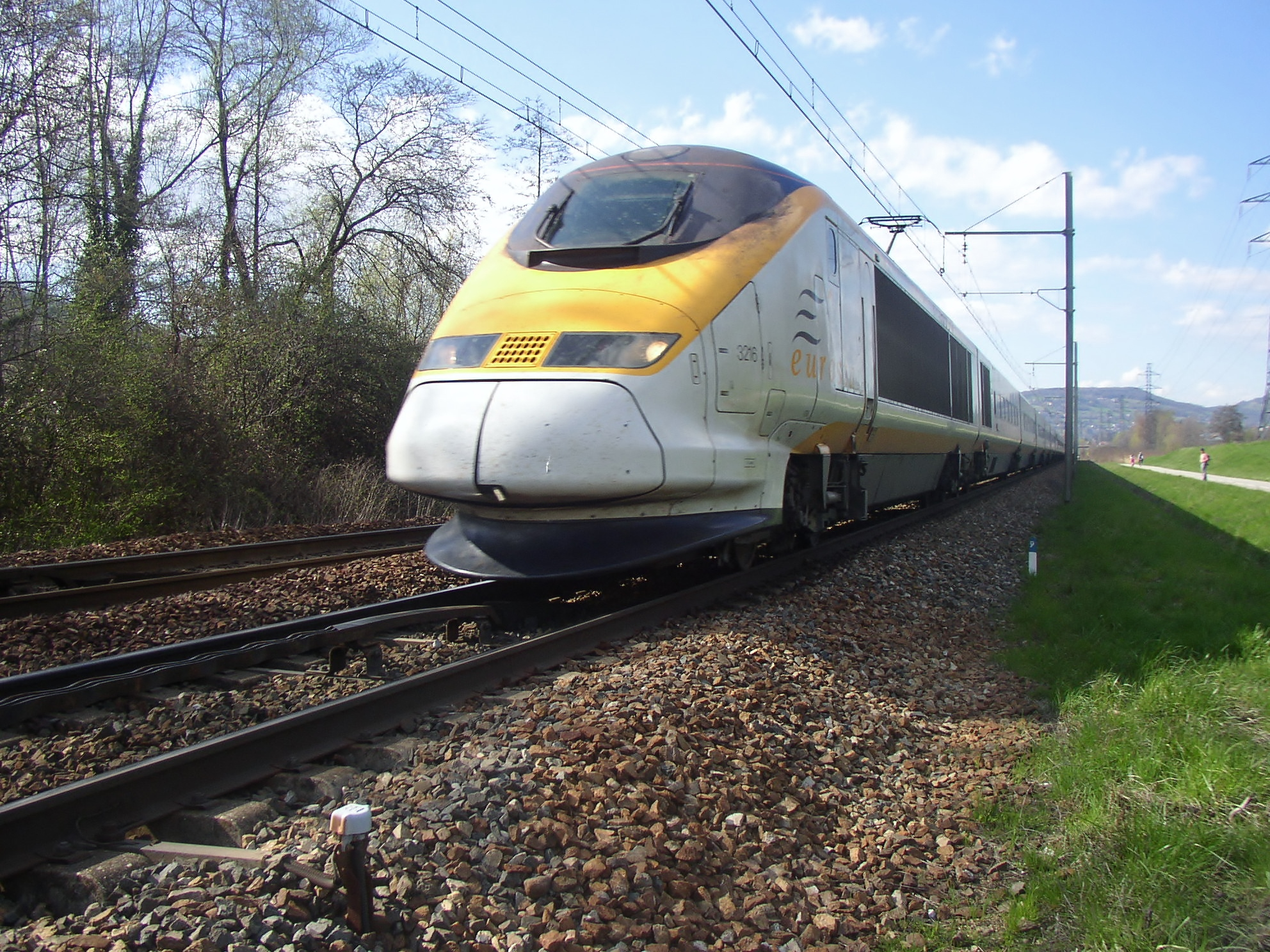
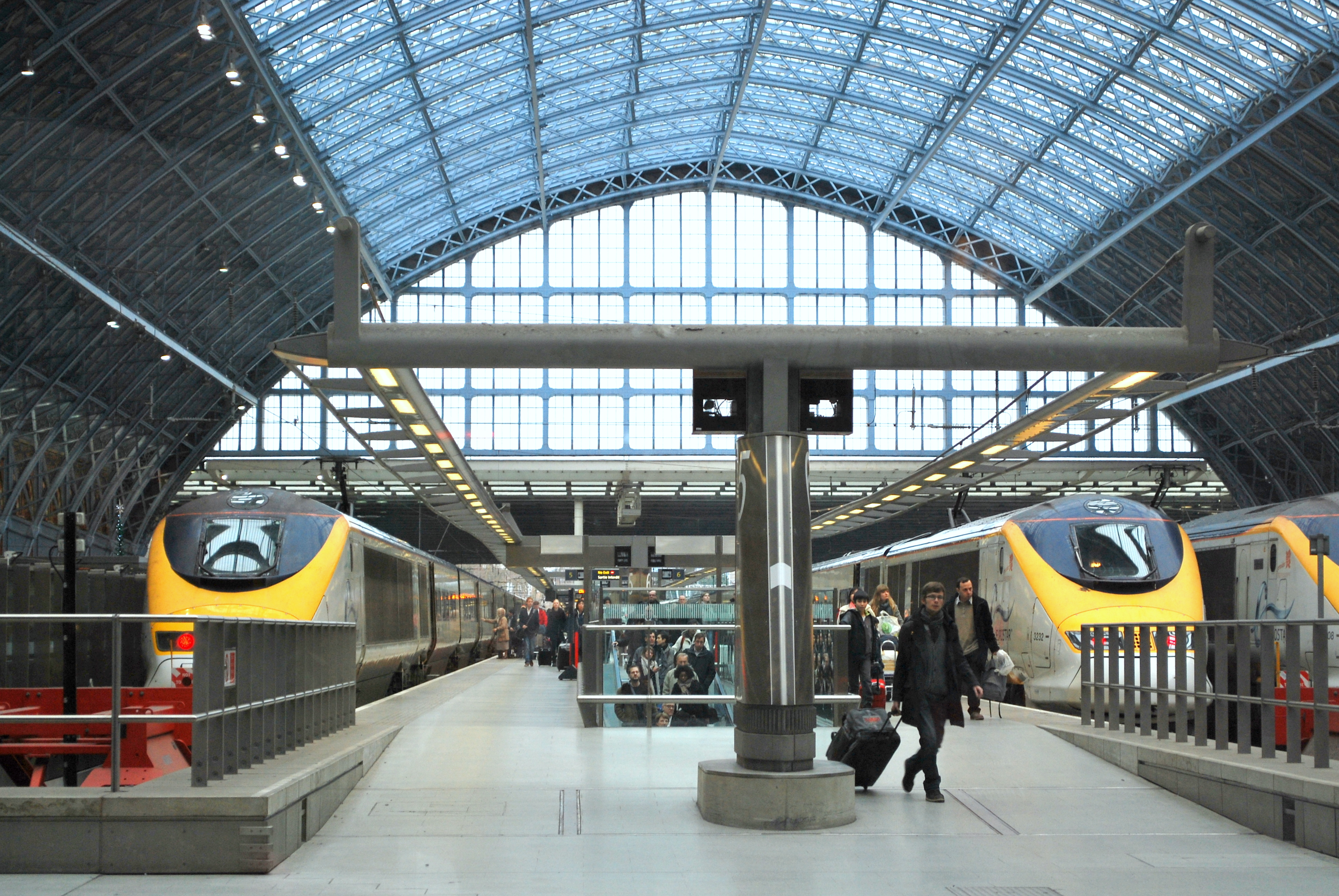
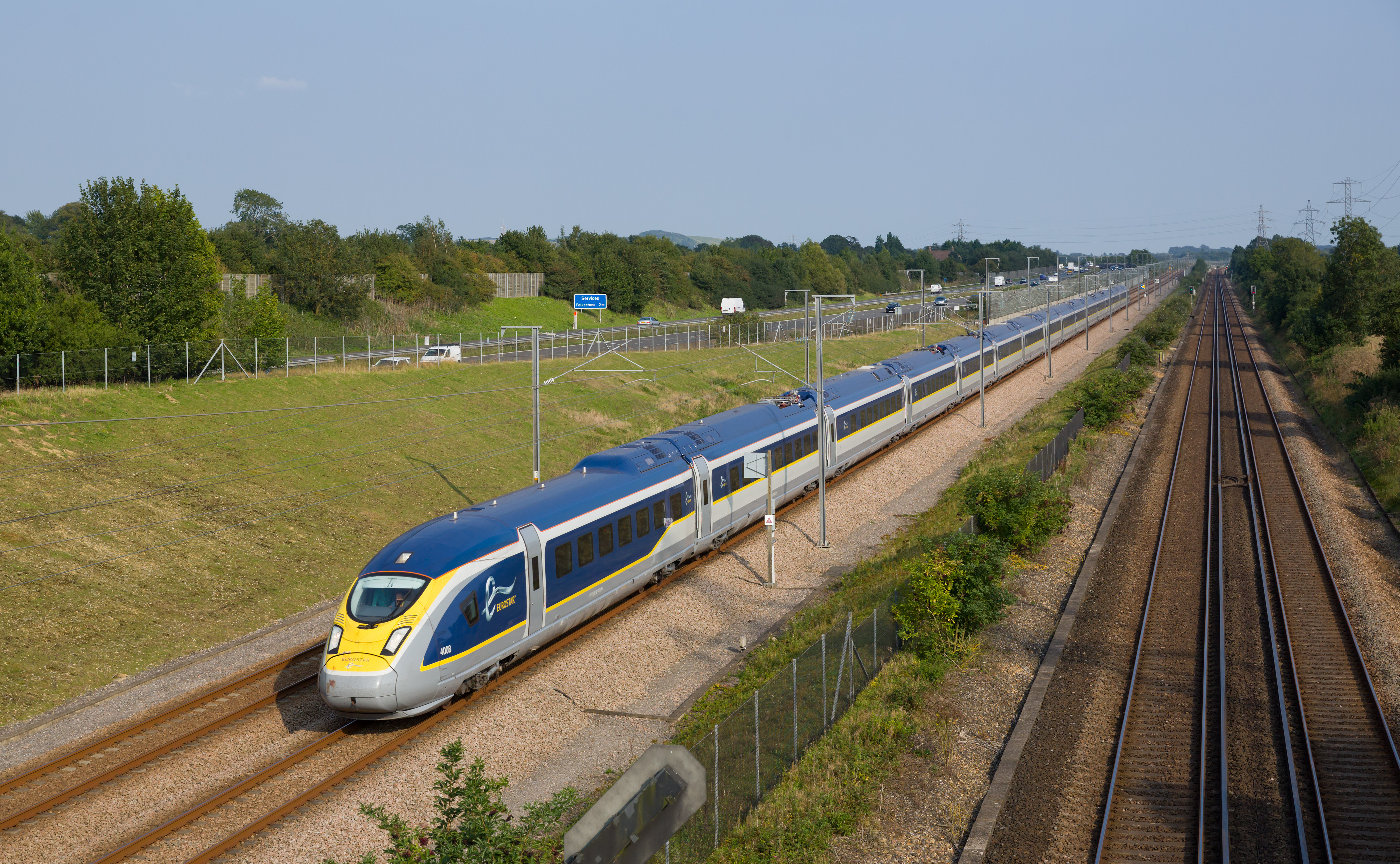

## مشخصات ناوگان
| کلاس                | تصویر | نوع | سرعت نهایی   | سرعت نهایی      | Carriages                                | تعداد | Unit Nos.                                                             | مسیر                                                                                   | ساخت |
| کلاس                | تصویر | نوع | مایل در ساعت | کیلومتر در ساعت | Carriages                                | تعداد | Unit Nos.                                                             | مسیر                                                                                   | ساخت |
| ------------------- | ----- | --- | ------------ | --------------- | ---------------------------------------- | ----- | --------------------------------------------------------------------- | -------------------------------------------------------------------------------------- | ---- |
| بریتیش ریل کلاس ۳۷۳ |       | EMU | ۱۸۶          | ۳۰۰             | دو لوکوموتیو کلاس ۳۷۳ با ۱۸ کوچ بین آنها | ۲۸    | ۳۷۳۰۰۱-۳۷۳۰۲۲ ۳۷۳۱۰۱-۳۷۳۱۰۸ ۳۷۳۲۰۱-۳۷۳۲۰۲ ۳۷۳۲۰۵-۳۷۳۲۲۴ ۳۷۳۲۲۹-۳۷۳۲۳۲ | لندن–پاریس لندن–بروکسل لندن–مارنه-لا-ولی – شسی لندن–بورگ-سن-موریس لندن - مارسی-سن-شارل | ۱۹۹۲ |
| بریتیش ریل کلاس ۳۷۴ |       | EMU | ۲۰۰          | ۳۲۰             | ۱۶                                       | ۱۷    | ۳۷۴۰۰۱–۳۷۴۰۳۴                                                         | لندن–پاریس                                                                             | ۲۰۱۱ |